# Elezioni europee del 2009 in Belgio
Le elezioni europee del 2009 in Belgio si sono tenute il 4 giugno.

## Risultati
| Liste  | Liste                                     | Gruppo    | Circoscrizione            | Voti      | %     | Seggi |
| ------ | ----------------------------------------- | --------- | ------------------------- | --------- | ----- | ----- |
|        | Cristiano-Democratici e Fiamminghi        | PPE       | Fiamminga                 | 948.123   | 14,43 | 3     |
|        | Liberali e Democratici Fiamminghi Aperti  | ALDE      | Fiamminga                 | 837.884   | 12,76 | 3     |
|        | Partito Socialista                        | S&D       | Vallone                   | 714.947   | 10,89 | 3     |
|        | Vlaams Belang                             | NI        | Fiamminga                 | 647.170   | 9,86  | 2     |
|        | Movimento Riformatore                     | ALDE      | Vallone                   | 640.092   | 9,75  | 2     |
|        | Ecolo                                     | Verdi/ALE | Vallone/Tedesca           | 568.106   | 8,64  | 2     |
|        | Partito Socialista Differente             | S&D       | Fiamminga                 | 539.393   | 8,22  | 2     |
|        | Nuova Alleanza Fiamminga                  | Verdi/ALE | Fiamminga                 | 405.545   | 6,13  | 1     |
|        | Centro Democratico Umanista               | PPE       | Vallone                   | 327.824   | 4,99  | 1     |
|        | Verdi                                     | Verdi/ALE | Fiamminga                 | 322.149   | 4,90  | 1     |
|        | Lista Dedecker                            | ECR       | Fiamminga                 | 296.699   | 4,51  | 1     |
|        | Fronte Nazionale                          | -         | Vallone                   | 87.706    | 1,33  | -     |
|        | Partito del Lavoro del Belgio (fiammingo) | -         | Fiamminga                 | 40.057    | 0,61  | -     |
|        | Wallonie d'Abord                          | -         | Vallone                   | 37.505    | 0,57  | -     |
|        | Rassemblement Wallonie France (RWF)       | -         | Vallone                   | 30.488    | 0,46  | -     |
|        | Partito del Lavoro del Belgio (vallone)   | -         | Vallone                   | 28.483    | 0,43  | -     |
|        | Partito Social-Liberale (SLP)             | -         | Fiamminga                 | 26.541    | 0,40  | -     |
|        | Partito Cristiano Sociale (CSP)           | PPE       | Tedesca                   | 12.475    | 0,19  | 1     |
|        | Altri <10.000 voti                        | -         | Fiamminga/Vallone/Tedesca | 63.615    | 0,97  | -     |
| Totale | Totale                                    | Totale    | Totale                    | 6.571.802 |       | 22    |

- Ecolo ha ottenuto 562.081 voti nella circoscrizione vallone, 6.025 voti nella circoscrizione tedesca.